# Feuerwehr-Leistungsabzeichen (Nordrhein-Westfalen)
Das Feuerwehr-Leistungsabzeichen ist eine Auszeichnung des Verbandes der Feuerwehren in NRW e. V. (VdF NRW), die nordrhein-westfälischen Feuerwehrleuten für die erfolgreiche Teilnahme an einem entsprechenden Leistungsnachweis verliehen wird. Gemäß den Richtlinien verfolgt der Leistungsnachweis den Zweck einer intensiven Ausbildung mit den folgenden Zielen:
- Vermittlung der Kenntnisse der Feuerwehrdienstvorschriften (FwDV),
- Erhöhung der Schnelligkeit bei der Brandbekämpfung bzw. der technischen Hilfeleistung,
- sichere Handhabung der Geräte,
- Steigerung der körperlichen Leistungsfähigkeit,
- Stärkung des Kameradschaftsgeistes.

## Teilnehmerkreis
Teilnehmen können alle im VdF NRW organisierten Feuerwehren. Angehörige der Jugendfeuerwehr, die im Jahr des Leistungsnachweises in den Einsatzdienst wechseln, können teilnehmen, sofern sie das 17. Lebensjahr vollendet haben. Eine Besonderheit im Vergleich zu den Leistungsabzeichen anderer Bundesländer besteht darin, dass der Leistungsnachweis sowohl in Gruppenstärke als auch in Staffelstärke durchgeführt werden kann. Außerdem ist ein (überzähliger) zehnter bzw. siebter Teilnehmer zulässig. Für die betreffenden Bestandteile erhält dann ein Teilnehmer ein Freilos, an den weiteren Übungen nimmt er wieder teil. Personell nicht vollständige Einheiten können durch andere Teilnehmer ergänzt werden.

## Inhalt
Der Leistungsnachweis besteht meist aus vier Teilen. Der feuerwehrtechnische Teil und die schriftliche Beantwortung von Fragen sind verbindlich durchzuführen, von den Teilen „Knoten und Stiche“, „sportlicher Teil“ und „Erste Hilfe“ sind mindestens zwei Teile durchzuführen.

### Feuerwehrtechnischer Teil
Dieser Teil beinhaltet entweder eine Übung zur Brandbekämpfung oder eine Übung zur Technischen Hilfe und richtet sich nach den Vorgaben der FwDV 1 und FwDV 3. Gleichfalls sind die Vorgaben der UVV zu beachten. Die Übungsszenarien werden durch den Veranstalter des Leistungsnachweises festgesetzt. Für die Brandbekämpfung bestehen folgende Übungsmöglichkeiten:
| Einheit | Offene Wasserentnahmestelle | Hydrant |
| ------- | --- | --- |
| Gruppe  | Vornahme 3 C-Rohre Vornahme 1 B-Rohr, 2 C-Rohre Vornahme 2 C-Rohre, Angriffstrupp unter PA Vornahme 1 Schaumrohr, 2 C-Rohre Vornahme 2 C-Rohr, Steckleiter (2 Teile) | Vornahme 3 C-Rohre Vornahme 1 B-Rohr, 2 C-Rohre Vornahme 2 C-Rohre, Angriffstrupp unter PA Vornahme 1 Schaumrohr, 2 C-Rohre Vornahme 2 C-Rohr, Steckleiter (2 Teile) |
| Staffel | Vornahme 2 C-Rohre Vornahme 1 B-Rohr, 1 C-Rohr Vornahme 1 Schaumrohr, 1 C-Rohr                                                                                       | Vornahme 2 C-Rohre Vornahme 1 B-Rohr, 1 C-Rohr Vornahme 1 Schaumrohr, 1 C-Rohr                                                                                       |

Für die technische Hilfeleistung bestehen für Gruppe und Staffel identische Übungsmöglichkeiten. Aus personellen Gründen wird bei den Übungen der Staffel jedoch auf eine Beleuchtung verzichtet.
- Person mit Bein unter Container eingeklemmt
- Person nach Verkehrsunfall im PKW eingeklemmt
- Person im Brunnenschacht

### Beantwortung von Fragen
Von jedem Mitglied der Einheit sind drei Fragen schriftlich zu beantworten. Die Fragen werden aus dem vorhandenen Katalog des VdF NRW ausgewählt. Dieser Katalog wird alle 6 Jahre erneuert.

### Anlegen von Knoten und Stichen
Es sind von jedem Teilnehmer 3 zuvor ausgeloste Feuerwehrknoten zu legen bzw. zu stechen. Zur Auswahl stehen die in der FwDV 1 beschriebenen Knoten.

### Sportlicher Teil
Die gesamte Einheit läuft einen Staffellauf mit Streckenabschnitten von 50 Metern. Dabei ist die persönliche Mindestschutzausrüstung gemäß FwDV 1 zu tragen. Für die im Staffellauf zu transportierten Gegenstände sind kleine feuerwehrtechnische Ausrüstungsgegenstände zur verwenden (z. B. Kupplungsschlüssel).

### Erste-Hilfe-Teil
Alle Teilnehmer der Einheit nehmen an einer Übung teil, wobei folgende Auswahl besteht:
- Herz-Lungen-Wiederbelebung
- Druckverband am Unterarm
- Stabile Seitenlage
- Rautek-Griff
- Feststellen der Vitalfunktionen
- Arm mit Dreieck-Tüchern fixieren

## Wertung
Das Ziel des Leistungsnachweises ist von der Einheit erreicht, wenn alle durchgeführten Übungsteile von der Einheit durchgeführt wurden, die Gesamtzeit beim feuerwehrtechnischen Teil 300 Sekunden nicht überschreitet, drei der vorgegebenen Knoten und/oder Stiche in einer Höchstzeit von 180 Sekunden erstellt worden sind, der sportliche Teil in einer Höchstzeit von 120 (Gruppe) bzw. 80 Sekunden (Staffel) durchgeführt wurde, aus dem festgelegten Fragenkatalog drei verschiedene Fragen je Teilnehmer beantwortet sind die Gesamtzeit beim Erste Hilfe Teil 300 Sekunden nicht überschreitet und die Gesamtfehlerpunktzahl 15 Fehlerpunkte nicht überschreitet.

## Stufen
Alle Teilnehmer erhalten für den erfolgreichen Leistungsnachweis eine Urkunde sowie, je nach Häufigkeit der Teilnahme, das Feuerwehr-Leistungsabzeichen in einer der folgenden Stufen.
- Bronze (1. Teilnahme)
- Silber (3. Teilnahme)
- Gold (5. Teilnahme)
- Gold auf blauem Grund (10. Teilnahme)
- Gold auf rotem Grund (15. Teilnahme)
- Gold auf grünem Grund (20. Teilnahme)
- Gold mit Jahreszahl (25., 30. und 35. Teilnahme)
- Gold mit Jahreszahl und Kranz (40. Teilnahme)